# Setouakoton
Setouakoton (altgriechisch Σετουάκωτον; lateinisch Setuacotum) ist ein Ortsname, der in der Geographia des Claudius Ptolemaios als einer der in der südlichen Germania magna entlang der Donau liegenden Orte (πόλεις) mit 34° 00' Länge (ptolemäische Längengrade) und 48° 20' Breite angegeben wird. Setouakoton liegt damit nach Ptolemaios an der Donau zwischen Prodentia und Ouebion. Wegen des Alters der Quelle kann eine Existenz des Ortes um 150 nach Christus angenommen werden.
Bislang gilt der antike Ort als nicht sicher lokalisiert. Ein interdisziplinäres Forscherteam um Andreas Kleineberg, das die Angaben von Ptolemaios neu untersuchte, lokalisiert Setouakoton anhand der transformierten antiken Koordinaten bei Treuchtlingen in Bayern, das Spuren römischer und keltischer Besiedelung aufweist.